# 北陸農政局
北陸農政局（ほくりくのうせいきょく）は、石川県金沢市にある農林水産省の地方支分部局である。北陸地方（新潟県、富山県、石川県、福井県）を管轄している。

## 組織
- 北陸農政局（金沢市広坂 金沢広坂合同庁舎）
  - 企画調整室
  - 総務管理官
    - 総務課
    - 会計課

  - 消費・安全部
    - 消費生活課
    - 米穀流通・食品表示監視課
    - 農産安全管理課
    - 畜水産安全管理課

  - 生産部
    - 生産振興課
    - 業務管理課
    - 園芸特産課
    - 畜産課
    - 生産技術環境課

  - 経営・事業支援部
    - 担い手育成課
    - 輸出促進課
    - 地域食品・連携課
    - 食品企業課
    - 農地政策推進課
    - 経営支援課

  - 農村振興部
    - 設計課
    - 農村計画課
    - 土地改良管理課
    - 農村環境課
    - 事業計画課
    - 用地課
    - 水利整備課
    - 農地整備課
    - 地域整備課
    - 防災課

  - 統計部
    - 調整課
    - 統計企画課
    - 経営・構造統計課
    - 生産流通消費統計課

## 県域拠点
地方農政事務所、地域センターだったものが、2015年10月1日地方参事官を配置する県域拠点に改組。
- 石川県拠点（金沢市：北陸農政局金沢野町庁舎）
- 新潟県拠点（新潟市中央区）
- 富山県拠点（富山市：富山合同庁舎）
- 福井県拠点（福井市：福井地方合同庁舎）

## 管内事業所
- 信濃川水系土地改良調査管理事務所（新潟市中央区）
- 西北陸土地改良調査管理事務所（石川県小松市）
  - 早月川支所（富山県魚津市：魚津合同庁舎）
  - 射水平野支所（富山県射水市）
- 土地改良技術事務所（石川県金沢市：金沢新神田合同庁舎）
- 加治川二期農業水利事業所（新潟県新発田市：新発田地方合同庁舎）
- 新津郷用水農業水利事業所（新潟市秋葉区）
- 新川流域農業水利事業所（新潟市西蒲区）
- 信濃川左岸流域農業水利事業所（新潟県長岡市：長岡地方合同庁舎）
- 関川用水土地改良建設事業所（新潟県上越市）
  - 笹ヶ峰二期農地保全事業建設所（新潟県妙高市）
- 河北潟周辺農地防災事業所（石川県河北郡内灘町：内灘町役場）
- 水橋農地整備事業所（富山県富山市）

廃止事業所
- 九頭竜川下流農業水利事業所（福井県坂井市）